# 新疆派
新疆派（しんきょうは）とは、中華民国時代に新疆省を支配していた軍閥。他の軍閥とは異なり、新疆派の指導者はほぼ省外出身の人物によって占められていた。

## 概要
1911年辛亥革命時、新疆でも革命派が反乱を起こし、新疆巡撫の袁大化は迪化（ウルムチ）から逃亡した。だが彼から後任都督に推薦された楊増新が反乱を鎮圧、指導者としての地位を確立した。彼は数少ない袁世凱の皇帝就任を支持した一人であった。その後護国戦争中に雲南派の指導者蔡鍔に近い士官を追放、袁世凱の死後は北京政府や動乱から新疆を遠ざけ、孤立、中立政策を維持した。この時軍事的·政治的役職を歴任した馬福興と馬紹武は、両者とも回族であった。
楊増新は1928年に南京国民党政府からも新疆省長と認められたが、直後に樊耀南によって暗殺された。後には甘粛省出身の金樹仁が実権を握ったが、彼の圧制に対して1931年イスラム教徒が反乱を起こし、また馬家軍の馬仲英がこれを支持して新疆に侵入した。様々なグループが金樹仁に反旗を翻し、彼は第1次東トルキスタン共和国を含む反乱勢力と戦闘を繰り返した。
金樹仁は1933年、満州出身の盛世才によって追放された。盛世才は当初楊増新や金樹仁の配下ではなく、郭松齢の士官であり、郭松齢と共に国民軍に亡命していた。彼は1930年後半に新疆省臨時督弁に推挙されたが、内乱の収まらない国民党に痺れを切らした盛世才は、1934年にソビエト連邦に接近した。ソ連の支援をうけた盛世才は1937年に馬虎山に勝利し、ソ連の保護下となった新疆は共産党にとって安全な地帯となった。
1941年、バルバロッサ作戦の報を受けた盛世才は国民党に寝返る事を決め、ソ連と共産党の顧問を追放した。だが、蔣介石はスターリンと交渉しようとした盛世才を信頼せず、1944年に農林部長に任命することを名目に新疆から離任させ、新疆派の統治は終焉を迎えた。だが国民党の直接統治もうまくはいかず、その後発生した第2次東トルキスタン共和国建国の勢いを止めることはできなかった。